# Word on a Wing
Word on a Wing is een nummer van de Britse muzikant David Bowie, uitgebracht als de derde track op zijn album Station to Station uit 1976.

## Achtergrond
Bowie schreef het nummer toen hij een cocaïnetekort had tijdens het filmen van The Man Who Fell to Earth. In 1980 claimde hij: "Er waren dagen van zulke psychologische terreur tijdens het maken van de Roeg-film dat ik bijna mijn wedergeboorte zou gaan beleven. Het was de eerste keer dat ik serieus dacht aan Jezus en God, en "Word on a Wing" was een bescherming. Het kwam als een complete opstand tegen elementen die ik vond in de film. De passie in het nummer was oprecht... iets dat ik moest produceren vanuit mijzelf om me te beschermen tegen sommige situaties waarvan ik voelde dat die op de filmset gebeurden."
Tijdens de opnamen van het nummer begon Bowie met het dragen van een zilveren kruisbeeld, die hij bleef dragen. Ondanks dat de tekst zegt dat hij "hard probeert om te passen in jouw schema", is hij wantrouwend over het blind vertrouwen in religie: "alleen omdat ik geloof betekent dat niet dat ik niet denk, me niet alles hoef af te vragen in de hemel of de hel". Deze wantrouw staat tegenover het sentiment dat hij had tijdens de opnamen van "Golden Years", waarin hij zegt dat "ik alles geloof". Bowie zei later dat "er een punt was waar ik bijna opgeslokt werd door dat smalle kijken... het kruis vinden als de redding van de mensheid rond die Roeg-periode".
Het nummer verscheen later in 1976 op de B-kant van de single "Stay". Een liveversie van het nummer verscheen op de heruitgave van Station to Station uit 1991 en op Live Nassau Coliseum '76, een bonusdisc bij de heruitgave van Station to Station uit 2010. Een andere liveversie uit 1999 verscheen in 2009 op het album VH1 Storytellers. Hier vertelde hij dat het nummer een product was uit "de donkerste dagen van mijn leven... Ik weet zeker dat het een roep om hulp was". Ook zei hij dat hij zich in 1975 en 1976 dingen afvroeg als "Zijn de doden geïnteresseerd in de zaken van de levenden?" en "Kan ik het kanaal van mijn televisie veranderen zonder de afstandsbediening te gebruiken?"

## Muzikanten
- David Bowie: zang
- Warren Peace: percussie, achtergrondzang
- Roy Bittan: piano, orgel
- Earl Slick: leadgitaar
- George Murray: basgitaar
- Carlos Alomar: slaggitaar
- Dennis Davis: drums
- Harry Maslin: synthesizer, vibrafoon